# Alquines
Alquines é uma comuna francesa na região administrativa de Altos da França, no departamento de Pas-de-Calais. Estende-se por uma área de 10,51 km². Em 2010 a comuna tinha 1 004 habitantes (densidade: 95,5 hab./km²).